# Luppé-Violles
Luppé-Violles är en kommun i departementet Gers i regionen Occitanien i sydvästra Frankrike. Kommunen ligger i kantonen Nogaro som tillhör arrondissementet Condom. År 2022 hade Luppé-Violles 132 invånare.

## Befolkningsutveckling
Antalet invånare i kommunen Luppé-Violles
Referens:INSEE